# Llacolén (nombre)
Llacolén es un nombre de origen mapuche, que significa literalmente ‘calma’,'hermosa como una llanca'

## Tradición
Según la tradición, este es el nombre de la bella hija del guerrero y caudillo mapuche Galvarino (f. 1557).
- Datos: Q5977580